# Margarita Muñoz
Margarita Muñoz  (Pitalito, Huila megye, 1987. szeptember 18. –) kolumbiai színésznő, modell.

## Élete és pályafutása
1987. szeptember 18-án született Pitalitóban. Karrierjét 2003-ban kezdte. 2005-ben szerepet kapott a Los Reyes című telenovellában. 2009-ben Isabella Domínguez szerepét játszotta a Szívek iskolája című sorozatban. 2011-ben megkapta Julieta szerepét a Los herederos Del Monte című sorozatban. 2013. február 23-án feleségül ment Michel Brown, argentin színészhez.

## Telenovellák

### Caracol
- Secretos de familia (2010) - Victoria Hilgado Sanmiguel
- El cartel (2010) - María Luisa Higuera
- La quiero a morir (2008) - Andrea Rico
- Pocholo (2008) - Susana
- El Auténtico Rodrigo Leal (2003) - Valentina Manzur

### Telemundo
- Dueños del Paraíso (2015) - Gina Bianchi
- A del Monte örökösök (2011) - Julieta Millán
- Szívek iskolája (Niños ricos, pobres padres) (2009) - Isabella Domínguez
- El clan de las engañadas (2008)

### RCN
- Venganza (2017) - Amanda Santana / Emilia Rivera
- Los Reyes (2005) - Pilar Valenzuela
- Sin retorno - El final - Vanessa